# Ekgmowechashala philotau
Ekgmowechashala philotau — викопний вид сухоносих приматів. При вазі близько 2 кг та понад 30 см заввишки, вид нагадував сучасного лемура. Наразі він є єдиним відомим представником приматів у Північній Америці свого часу; він існував в кінці олігоцену та у ранньому міоцені.

## Етимологія
Назва роду Ekgmowechashala перекладається з мови індіанців сіу як «маленька людина-кіт» або «маленька людина-лисиця».

## Скам'янілості
Викопні рештки Ekgmowechashala були виявлені на території індіанської резервації Пайн-Рідж племені Оглала народу лакота в Південній Дакоті. Кутні зуби були знайдені в 1981 році в басейні річки Джон-Дей і вони знаходяться в колекції музею Берка; улітку 1997 Джон Закантелла з бюро з управління земельними ресурсами знайшов нижній моляр у відкладеннях свити Джон-Дей. Матеріал з Орегону і Південної Дакоти відносять до Ekgmowechashala philotau. Один зуб, що знайдений у пластах формації Ранчо Толедо Бенд у штаті Техас може належати іншому неописаному виду з роду Ekgmowechashala.

## Спосіб життя
Форма зубів Ekgmowechashala philotau, вказує, що він живився м'якими фруктами у теплих лісах Скелястих гір на початку міоцену.

## Класифікація
Його класифікація залишається проблематичною. Вид відносили до вимерлої родини Omomyidae (пов'язаної з довгоп'ятами), до родини Plagiomenidae і ряду Adapiformes, вимерлих родичів лемурів та інших сухоносих мавп.